# Up (canção de Cardi B)
"Up" é uma canção da rapper estadunidense Cardi B. Foi lançada em 5 de fevereiro de 2021 através da Atlantic Records como segundo single de seu futuro segundo álbum de estúdio, Am I the Drama? (2025). "Up" é uma canção pop-rap e hip hop, co-escritra por Cardi B com Edis Selmani, James Steed, Jorden Thorpe, Joshua Baker e Matthew Allen, e produzida por DJ SwanQo, Pardison Fontaine, Sean Island e Yung Dza.
"Up" alcançou o topo da Billboard Hot 100, tornando Cardi B a única rapper feminina a liderar o gráfico com múltiplas canções solo, seguindo "Bodak Yellow" (2017). Inicialmente, estreou na segunda posição do gráfico, o que na época marcou a maior estreia de uma música solo de rap feminina desde "Doo Wop (That Thing)" (1998) de Lauryn Hill, e se tornou sua segunda estreia no topo da Rolling Stone Top 100. Também alcançou o top dez no Canadá, na Grécia e na Irlanda, e foi sua segunda canção a estrear no top cinco da Billboard Global 200. Foi a quarta canção de hip hop mais vendida de 2021 nos Estados Unidos.
"Up" foi indicada ao prêmio de Melhor Performance de Rap no Grammy Awards de 2022, estendendo o recorde de Cardi B como a rapper feminina com a maior quantidade de indicações na categoria. Venceu o American Music Award de Canção Favorita de Rap/Hip Hop, tornando Cardi B a primeira artista a ganhar o prêmio três vezes. O videoclipe recebeu indicações aos prêmios de Vídeo do Ano no BET Awards e no American Music Awards. Ela apresentou a canção ao vivo no Grammy Awards de 2021.

## Antecedentes
Em 7 de agosto de 2020, Cardi B lançou o single "WAP", uma colaboração com a rapper americana Megan Thee Stallion. A canção alcançou o sucesso mundial, alcançando o número um em vários países, incluindo a Austrália, o Canadá e o Reino Unido. O single também passou um total de quatro semanas no topo da Billboard Hot 100. Em 1 de outubro de 2020, foi revelado que ela já estava "a planejar o seu próximo passo". Em 31 de janeiro de 2021, a rapper divulgou que faria um anúncio no dia seguinte. Ela revelou o título da canção ao lado da capa no dia seguinte, em 1 de fevereiro.

## Videoclipe
O vídeo clipe de "Up" foi dirigido por Tanu Muino e lançado em 5 de fevereiro de 2021.

## Históricos de lançamentos
| Região | Data                   | Formato(s)                           | Gravadora | Ref. |
| ------ | ---------------------- | ------------------------------------ | --------- | ---- |
| Várias | 5 de fevereiro de 2021 | CD single download digital streaming | Atlantic  |      |